# Pascale Casanova (sciatrice)
Pascale Casanova (...) è una sciatrice alpina francese ipovedente, vincitrice di 11 medaglie alle Paralimpiadi invernali (a Nagano nel 1998, a Salt Lake City nel 2002 e a Torino nel 2006), di cui tre ori, sei argenti e due bronzi.

## Carriera
Alle Paralimpiadi Invernali del 2006 a Torino, ha vinto due medaglie d'oro e una d'argento.
Nella sua carriera, ha vinto in totale undici medaglie.

## Palmarès

### Paralimpiadi
- 11 medaglie:
  - 3 ori (discesa libera B2-3 a Salt Lake City 2002; discesa libera e slalom ipovedenti a Torino 2006)
  - 6 argenti (super-G B2, slalom B2 e slalom gigante B2 a Nagano 1998; slalom gigante ipovedenti a Salt Lake City 2002; slalom B2-3 e slalom gigante B2-3 a Torino 2006)
  - 2 bronzi (discesa libera B1-3 a Nagano 1998; super-G B2-3 a Salt Lake City 2002)